# Miroslav Sylla
Miroslav Sylla (* 15. ledna 1887, Kostelec nad Labem – 10. listopadu 1979 Brandýs nad Labem-Stará Boleslav) byl český malíř, grafik a středoškolský profesor.

## Život
V letech 1904-1905 navštěvoval večerní kurzy figurálního kreslení prof. Alexandra Jakesche a následující rok malířskou školu Vladimíra Županského. Od roku 1906 do roku 1910 studoval na Uměleckoprůmyslové škole u prof. Jana Preislera, K. V. Maška, E. Dítěte, ve speciálce u Jana Kotěry a architekturu na katedře pozemního stavitelství ČVUT.
Ke konci studií ho přitahovalo duchovně orientované umělecké prostředí kolem katolického časopisu Meditace. V letech 1911-1912 byl členem uměleckého sdružení Sursum, sdružujícího symbolisty. Působil jako středoškolský profesor v Přerově a Kroměříži. Za 1. světové války se zúčastnil bojů na italské frontě. Po návratu učil na gymnáziu v Uherské Skalici na Slovensku, kde se také oženil. Jeho manželka Svatava Syllová - Beňová byla malířkou porcelánu.). Spřátelil se s Karlem Supem, na jehož pozemku ve Velké nad Veličkou podle Syllova návrhu společně vybudovali pavilon Strážné hůrky, kde každé léto vystavovali. S ateliérem na Strážné hůrce je úzce spjata historie Horňáckých folklorních slavností a výstava se každoročně stává součástí této kulturní lidové akce.
Od roku 1928 vystavoval s Horňáckou skupinou i s českou a slovenskou Uměleckou besedou. V roce 1939 musel opustit Slovensko a vrátil se do Kostelce nad Labem. Ve své pedagogické činnosti pokračoval v Praze a na gymnáziu v Brandýse nad Labem. Vystavoval se Spolkem výtvarných umělců Marold (zal. 1947).

## Dílo
V počátcích své tvorby, kdy se přátelil se skupinou symbolistů v uměleckém sdružení Sursum, čerpal inspiraci v křesťanské mystice a hermetických naukách. Z této etapy se zachovalo jen několik prací (Pozdrav slunci, 1912, revue Veraikon). Během pobytu na Slovensku maloval hlavně krajiny, portréty a národopisné figurální kompozice.

### Zastoupení ve sbírkách
- Galerie umění Karlovy Vary
- Památník národního písemnictví